# Augochloropsis nigra
Augochloropsis nigra är en biart som beskrevs av Jesus Santiago Moure 1944. Augochloropsis nigra ingår i släktet Augochloropsis och familjen vägbin. Inga underarter finns listade.